# Harri Anne Smith
Harri Anne Smith (* 20. Januar 1962 in Houston County, Alabama) ist eine US-amerikanische republikanische Politikerin und seit 1998 Senatorin im Senat von Alabama.
Smith studierte an der Troy State University in Dothan. Ihre politische Karriere begann sie 1989, als sie in den Stadtrat von Slocomb (Slocomb City Council) gewählt wurde. Dem Stadtrat gehörte sie bis 1996 an, als sie in diesem Jahr Bürgermeisterin der Stadt wurde. Smith wurde 1998 in den Senat von Alabama gewählt. Bei den folgenden Wahlen konnte sie ihr Mandat jeweils verteidigen. 